# دانیل واورا
دانیل واورا (به چکی: Daniel Vávra) نویسنده، طراح و کارگردان بازی‌های ویدئویی اهل جمهوری چک و یکی از مؤسسان شرکت وارهاوس استودیوز است. او بیشتر برای خلق بازی‌های مافیا: شهر بهشت گمشده و مافیا ۲ شناخته شده‌است.

## زندگی‌نامه
واورا در شهر ریخناف ناد کنیژنو متولد شد اما هم‌اکنون در پراگ زندگی می‌کند. بخشی از اصالت او یهودی است. وی از کودکی به کار با کامپیوتر کشیدن کامیکس و ایجاد عکس علاقه داشت. وی در یک مدرسه هنرهای کاربردی در شهر تورنُف تحصیل کرد. او کار طراحی گرافیک را در یک کمپانی تبلیغاتی به نام TIPA شروع کرد. وی برای مجله بازی چکی لِوِل و سایر مجله‌های بازی مقلات متعددی نوشته است. وی همچنین بسیار علاقه‌مند به بازی پینتبال است.

## ۲کی چک/ایلوژن سافتورکس
وی در سال ۱۹۹۹ وارد ایلوژن سافتورکس (به انگلیسی: Illusion Softworks) شد. اولین کارش بازی مخفی و پنهان بود که بخشی از متن اصلی آن را نوشت. کار بعدی او بازی بسیار مورد تحسین مافیا: شهر بهشت گمشده بود که واورا طراح اصلی کارگردان و نویسندهٔ آن بود. وی بعدتر شخصیت اصلی شرکت تابعه ایلوژن سافتورک در پراگ شد و نیز بر روی بازی بال‌های جنگ (به انگلیسی: Wings of War) کار کرد که در سال ۲۰۰۴ توزیع شد. آخرین پروژهٔ وی برای شرکت ایلوژن سافتورکس (که بعدتر به ۲کی چک تغییر نام داد) بازی مافیا ۲ بود. وی در سال ۲۰۰۹ این کمپانی را ترک کرد.

## وارهاوس استودیو
در سال ۲۰۱۰ کمپانی وارهاوس استودیو که واورا یکی از مؤسسان آن بود تأسیس شد. وی در استودیو بازی‌ای جهان باز در قرون وسطی در سبک نقش‌آفرینی به نام کینگدم کام: دلیورنس ساخته است که در سال ۲۰۱۸ عرضه شد. موتور ساخت این بازی کرای‌انجین ۳ است.

## بازی‌های ویدئویی
- مخفی و پنهان (۱۹۹۹)
- مافیا: شهر بهشت گمشده (۲۰۰۲)
- مافیا ۲ (۲۰۱۰)
- کینگدم کام: دلیورنس (۲۰۱۸)